# 雅满苏铁路
雅满苏铁矿专用铁路，位于哈密市。起自兰新铁路山口站，止于雅满苏矿区，正线长36公里，站线累计长7.8公里。是专为开发新疆八一钢铁厂雅满苏露天铁矿而修建的铁路线。

## 历史
1959年10月，中共哈密地委决定修建雅满苏矿专用线。1960年1月至1961年6月，发动群众组织大会战，完成路基土石方72万立方米，约占设计总长的60～70％。后工程停工下马。1966年3月复工。1966年10月7日建成通车，总投资900万元。由哈密铁路分局代管。1984年底交由雅满苏铁矿自管。1985年运量70万吨。

## 线路
按国铁Ⅲ级标准设计，由铁道部第一工程局和新疆生产建设兵团工建二师十一团施工。
设计年运量为100万吨。